# 高登西奥·罗萨莱斯
高登西奧·羅薩萊斯（英語：Gaudencio B. Rosales；1932年8月10日—）是菲律賓籍天主教司鐸級樞機及馬尼拉總教區榮休總主教。

## 生平
羅薩萊斯於1944年12月24日在菲律賓八打雁省Batangas City出生。他在聖若瑟神學院學習神學，他於1958年3月23日在利巴教區晉鐸，
1974年10月28日晉牧，並被時任教宗保祿六世任命為馬尼拉總教區輔理主教，領厄斯庫斯領銜教區主教銜。他被馬尼拉總主教分配到總教區一個非常大的區域以幫助牧養。1984年9月14日，改任為馬來巴來教區主教。1992年12月30日，他擔任利巴總教區總主教。2003年9月15日，被時任教宗若望·保祿二世任命出任為馬尼拉總教區總主教。
2006年3月24日被教宗本篤十六世冊封為樞機。2011年10月13日榮休，類思·安多尼·塔格萊接替成為馬尼拉總教區正權總主教。